# Acne neonatale
L'acne neonatale, detta anche acne del lattante, è un'eruzione cutanea derivante di un'eccessiva attività delle ghiandole sebacee nel neonato.

## Sintomi
L'acne neonatale si può verificare già prima della nascita e fino all'inizio dello svezzamento verso i quattro mesi di età; si stima che colpisca il 20% dei bambini, con una maggiore incidenza nei maschi rispetto alle femmine (rapporto 4:1). L'acne si manifesta con piccoli brufoli leggermente rossi o rosati che compaiono in rilievo e sulla pelle del viso (possono estendersi al collo, dietro le orecchie e sul cuoio capelluto, ma anche naso e parte alta della schiena). L'acne neonatale non lascia tracce, ma l'irritazione provocata può influenzare notevolmente l'umore del bambino.

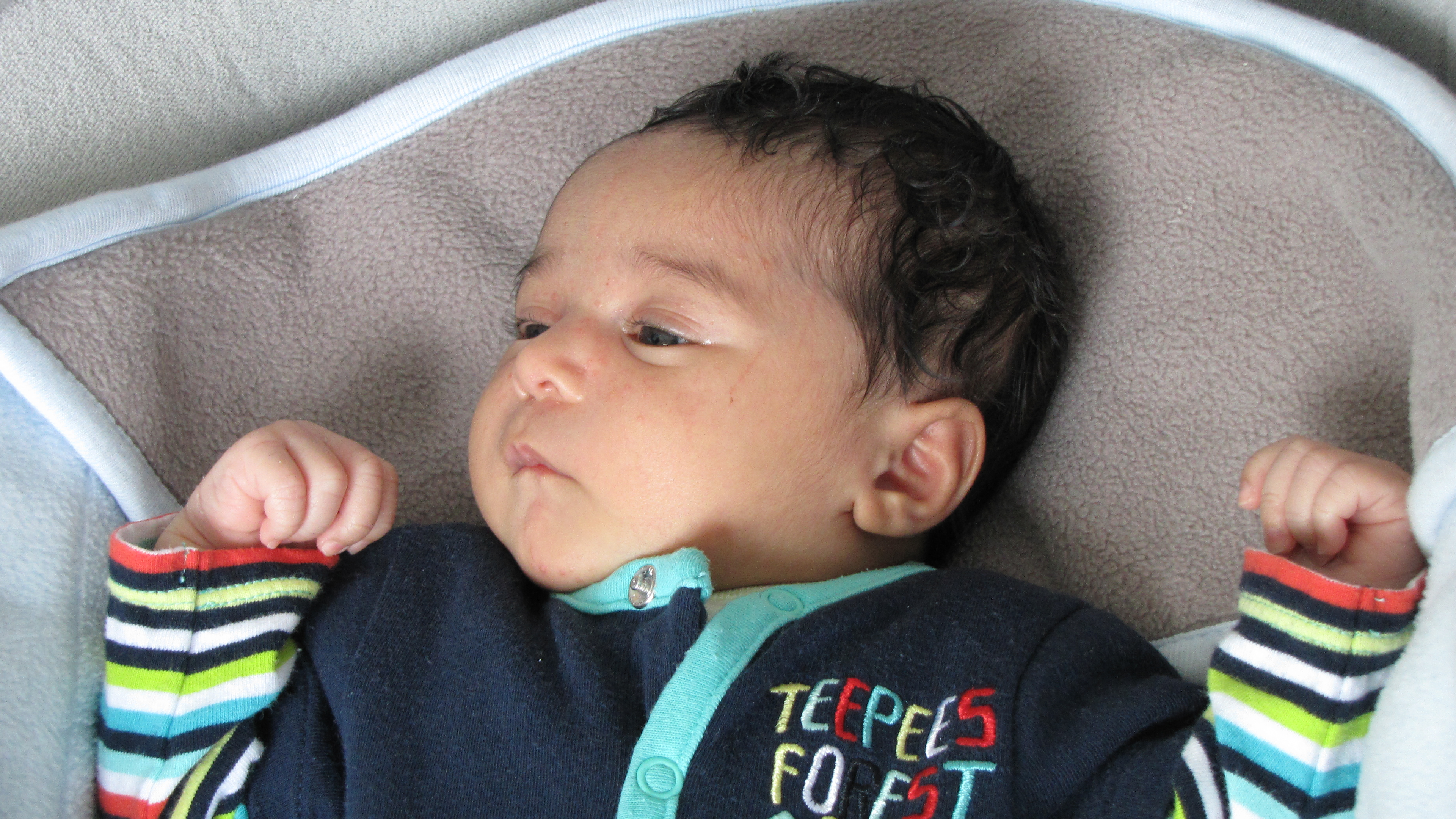
L'acne neonatale è causata dagli ormoni della gravidanza che la madre ha trasmesso al suo bambino. Sotto la loro influenza, le ghiandole sebacee che secernono il sebo si riempiono e la sua pelle è grassa.

Le alterazioni endocrine nel periodo fetale sono discusse come possibile causa endogena. I beta-idrossisteroidi surrenali possono stimolare le ghiandole sebacee. Inoltre, l'acne neonatale può in rari casi anche essere un sintomo di iperplasia surrenale nella sindrome adrenogenitale (deficit di 21-idrossilasi). Un possibile fattore esogeno è costituito dagli ormoni materni, che vengono forniti per via transplacentare o attraverso il latte materno.

## Evoluzione
L'acne neonatale guarisce spontaneamente entro poche settimane. In caso contrario o se i comedoni si ingrandiscono o si diffondono su tutto il resto del corpo, è necessario consultare un dermatologo o un pediatra. L'acne neonatale può essere a volte confusa con l'eczema o altre condizioni della pelle.

## Trattamento
Non è necessario alcun trattamento, poiché di solito i brufoli scompaiono da soli entro poche settimane. In caso di acne molto grave può essere utile, dopo aver consultato il pediatra, l'applicazione di una crema che riduce le secrezioni delle ghiandole sebacee. Poiché la pelle dei lattanti è molto fragile, è del tutto sconsigliato utilizzare prodotti o lozioni destinati agli adulti, la maggior parte di questi ultimi contenenti sostanze irritanti.
I brufoli non devono essere forati perché c'è il rischio di una superinfezione cutanea.